# ATP Challenger Estoril
Der ATP Challenger Estoril (offiziell: Millennium Estoril Open) ist ein Tennisturnier, das von 1987 bis 1990 jährlich in Estoril, Portugal, stattfand und auch 2025 ausgetragen wird. Es gehört zur ATP Challenger Tour und wird im Freien auf Sand gespielt. Zwischen 1990 und 2024 fand das Turnier als ein ATP 250er als Teil der ATP Tour statt. Im Zuge der ATP „One Vision“, nach der mehr größere Turniere ausgetragen werden sollen, wurde die Veranstaltung zur Saison 2025 aus dem Kalender gestrichen und wieder als Teil der ATP Challenger Tour ausgetragen.

## Liste der Sieger

### Einzel
| Jahr                         | Sieger            | Finalgegner        | Ergebnis          |
| ---------------------------- | ----------------- | ------------------ | ----------------- |
| 2025                         | Alex Michelsen    | Andrea Pellegrino  | 6:4, 6:4          |
| 1991–2024: nicht ausgetragen |                   |                    |                   |
| 1990                         | Thierry Tulasne   | Christian Miniussi | 6:2, 3:2 aufgg.   |
| 1989                         | nicht ausgetragen | nicht ausgetragen  | nicht ausgetragen |
| 1988                         | Javier Sánchez    | Gianluca Pozzi     | 4:6, 6:3, 6:2     |
| 1987                         | Gilad Bloom       | Mark Dickson       | 7:6, 6:3          |

### Doppel
| Jahr                         | Sieger                                    | Finalgegner                    | Ergebnis          |
| ---------------------------- | ----------------------------------------- | ------------------------------ | ----------------- |
| 2025                         | Ariel Behar Joran Vliegen                 | Francisco Cabral Lucas Miedler | 7:5, 6:3          |
| 1991–2024: nicht ausgetragen |                                           |                                |                   |
| 1990                         | Karsten Braasch Hendrik Jan Davids        | Tomás Carbonell Udo Riglewski  | 5:7, 7:5, 6:2     |
| 1989                         | nicht ausgetragen                         | nicht ausgetragen              | nicht ausgetragen |
| 1988                         | João Cunha e Silva Jean-Philippe Fleurian | Ivan Kley Fernando Roese       | 7:6, 6:3          |
| 1987                         | Barry Moir Gianluca Pozzi                 | Gilad Bloom Niclas Kroon       | 6:4, 3:6, 7:6     |